# Lepidozamia
Lepidozamia Lehm.è un genere di cicadi della famiglia Zamiaceae, nativo dell'Australia, che comprende due sole specie.
La descrizione della specie tipo L. peroffskyana fu fatta dal botanico tedesco Eduard August von Regel nel 1857, basandosi su un esemplare conservato presso l'orto botanico di San Pietroburgo.
Il nome, derivante dal greco λεπιδος = scaglia, fa riferimento alla struttura del tronco e delle relative basi fogliari. 

## Descrizione
Hanno fusti arborescenti, eretti, generalmente non ramificati, con basi fogliari persistenti; alcuni esemplari di L. hopei arrivano a superare i 17 m di altezza, rappresentando le più alte cicadi viventi.
Le foglie sono pennate e sono formate da numerose foglioline, alterne, prive di venatura centrale, inserite lungo la linea mediana superiore del rachide.
Hanno un numero cromosomico di 2n = 18.

## Distribuzione e habitat
Il genere Lepidozamia è endemico delle foreste pluviali del Queensland e del Nuovo Galles del Sud (Australia).

## Tassonomia
Comprende due sole specie:
- Lepidozamia peroffskyana Regel, 1857
- Lepidozamia hopei (W.Hill) Regel, 1876